# Bleach (album)
A Bleach az amerikai Nirvana együttes debütáló lemeze. 1989 júniusában adták ki a Sub Pop kiadónál. A Bleachből eredetileg csak 6,000 példányt adtak el, de az együttes második albumának szédületes sikere után, a rajongók felfedezték a Nirvana kevésbé ismert bemutatkozó albumát. Ezt most világszerte több mint négymillió példányban adták el.[forrás?]

## Felvétel
A Bleach felvételei a helyi Reciprocal Recording Stúdiónál történtek Jack Endino producer segítségével. A felvételek 1988 decemberétől 1989 januárjáig tartottak. A 600 dollárnyi stúdióköltséget Jason Everman, egy ismerős gitáros kölcsönözte a zenekarnak, amit sosem kapott vissza, viszont hálából ráírták a nevét a lemezborítóra, mint a zenekar tagja, pedig egyetlen hangot sem játszik a lemezen.[forrás?] Az albumon levő dalok közül kilencet ez alatt az idő alatt vettek fel.
A többi dalt ("Floyd the Barber", "Paper Cuts", és az album legtöbb verzióján "Downer" ) egy régebbi próba alatt vették fel a Reciprocal stúdiónál, Dale Crover dobossal. A stúdió 152,44 dollárba került, amit Cobain megtakarított gondnok munkájából, és egy Tracy Marandertől (Cobain akkori barátnője) kapott kölcsönből fizettek ki.[forrás?]

## Dalok listája
Az összes dalt Kurt Cobain írta kivéve ahol más van jelölve.
Az összes szám szerzője Kurt Cobain, except where noted. 
| 1.    | Blew                            |                    | 2:55 |
| 2.    | Floyd the Barber                |                    | 2:18 |
| 3.    | About a Girl                    |                    | 2:48 |
| 4.    | School                          |                    | 2:42 |
| 5.    | Love Buzz (Shocking Blue cover) | Robbie van Leeuwen | 3:35 |
| 6.    | Paper Cuts                      |                    | 4:06 |
| 7.    | Negative Creep                  |                    | 2:56 |
| 8.    | Scoff                           |                    | 4:10 |
| 9.    | Swap Meet                       |                    | 3:03 |
| 10.   | Mr. Moustache                   |                    | 3:24 |
| 11.   | Sifting                         |                    | 5:24 |
| 37:21 |                                 |                    |      |

## Közreműködők
- Kurt Cobain – ének, gitár
- Krist Novoselic – basszusgitár
- Chad Channing – dob
- Dale Crover – dob (a "Floyd the Barber", "Paper Cuts", és a "Downer"-nél)
- Jack Endino – producer
- Tracy Marander – borítóterv
- Charles Peterson – borítóterv
- Lisa Orth – design
- Jane Higgins – execution

## Helyezések
| Year | Chart                            | Position |
| ---- | -------------------------------- | -------- |
| 1992 | Official Finland Albums Chart    | 24       |
| 1992 | Official German Albums Chart     | 24       |
| 1992 | Official Austrian Albums Chart   | 26       |
| 1992 | Offical New Zeland Albums Chart  | 30       |
| 1992 | Official UK Albums Chart         | 33       |
| 1992 | Official Australian Albums Chart | 34       |
| 1992 | Official Japanese Albums Chart   | 46       |
| 1992 | The Billboard 200                | 89       |

## Eladások
| Ország      | Eladás    |
| ----------- | --------- |
| Anglia      | 300 000   |
| Amerika     | 1 900 000 |
| Japán       | 19 530    |
| Németország | 200 000   |
| Ausztria    | 200 000   |
| Kanada      | 50 000    |